# Flecha Verde

Escudo de Armas de la Familia Queen

Flecha Verde —en el original en inglés, Green Arrow— es un superhéroe que aparece en los cómics publicados por DC Comics. Creado por Mort Weisinger y diseñado por George Papp, apareció por primera vez en More Fun Comics #73 en noviembre de 1941. Su nombre real es Oliver Jonas Queen, un empresario adinerado y propietario de Industrias Queen que también es una celebridad muy conocida en Star City/Starling city. Utiliza esta posición para ocultar el hecho de que él es la Flecha. A veces se muestra vestido como el personaje de Robin Hood, Flecha Verde es un arquero que usa sus habilidades para combatir el crimen en sus ciudades natales de Star City y Seattle, así como junto a sus compañeros superhéroes como miembro de la Liga de la Justicia. Despliega una variedad de flechas con truco (en la época contemporánea, se las conoce como "flechas especiales") con varias funciones especiales, como pegamento, punta explosiva, gancho de agarre, granada de destello, gas lacrimógeno e incluso flechas de kryptonita para uso en una variedad de situaciones especiales.
En el momento de su debut, Flecha Verde funcionó de muchas maneras como un análogo de tiro con arco del muy popular personaje de Batman, pero los escritores de DC lo convirtieron en una voz de política de izquierda muy distinta del personaje de Batman. Flecha Verde es uno de los pocos personajes famosos de DC que no posee una gran librería de villanos, los más destacados son Damián Dark, Malcom Merlyn, Deathstroke, ,Ra’s Al gul, Ricardo Díaz, Emiko Queen, Prometeus y Antimonitor. Ocupa el puesto número #30 de los mejores héroes de IGN
Flecha Verde disfrutó de un éxito moderado en sus primeros años, convirtiéndose en la portada de More Fun, además de tener apariciones ocasionales en otros cómics. A lo largo de sus primeros veinticinco años, sin embargo, el personaje nunca gozó de mayor popularidad. A fines de la década de 1960, el escritor Denny O'Neil, inspirado en el dramático diseño visual del personaje por Neal Adams, eligió que perdiera su fortuna, otorgándole el papel único de un cruzado callejero para la clase trabajadora y los desfavorecidos. En 1970, fue emparejado con un héroe más orientado a la ley y al orden, Linterna Verde, en una innovadora serie de cómics con conciencia social. Desde entonces, ha sido popular entre los fanáticos de los cómics y la mayoría de los escritores han adoptado un enfoque urbano y áspero del personaje. El personaje fue asesinado en la década de 1990 y reemplazado por un nuevo personaje, el hijo de Oliver, Connor Hawke. Sin embargo, Connor demostró ser un personaje menos popular, y el personaje original de Oliver Queen fue resucitado en la historia "Quiver" de 2001, por el escritor Kevin Smith. En la década de 2000, el personaje ha aparecido en historias más grandes centradas en Flecha Verde y Canario Negro, como el evento de DC The Green Arrow / Black Canary's Wedding y la historia de alto perfil de Justice League: Cry for Justice, antes del relanzamiento del personaje. junto a la mayoría de las propiedades de DC en 2011.
Flecha Verde no fue inicialmente un personaje conocido fuera del fandom de cómics: había aparecido en un solo episodio de la serie animada Super Friends en 1973. En la década de 2000, el personaje apareció en varias propiedades de la televisión de DC, incluida en la animación. Las series Justice League Unlimited, Young Justice, The Batman y Batman: The Brave and the Bold, y varias películas originales animadas del universo de DC. En acción en vivo, apareció en la serie Smallville, interpretado por el actor Justin Hartley, y se convirtió en un miembro del reparto central. En 2012, se estrenó la serie de acción en vivo Arrow en The CW, en la que el personaje es interpretado por Stephen Amell, convirtiéndose en el punto de partida para un universo de televisión compartido de DC Comics (ArrowVerso)

## Historial de publicaciones

### Los orígenes, 1941-1968
Green Arrow y Speedy aparecieron por primera vez en More Fun Comics # 73 (portada con fecha de noviembre de 1941), que fue ilustrada por el artista George Papp. Cuando Mort Weisinger estaba creando el personaje, además de las obvias alusiones a Robin Hood, se inspiró en una serie de películas, The Green Archer, basada en la novela de Edgar Wallace. Transformó el concepto en un arquero superhéroe con influencias obvias de Batman. Estos incluyen al compañero de Green Arrow, Speedy, su uso de un Arrowcar y Arrow-Plane para el transporte, su uso de una Arrow-Cave como su cuartel general, su alter ego como un playboy rico, el uso de una Arrow-Signal para convocarlo, así como un archienemigo parecido a un payaso llamado Bull's Eye, similar al archienemigo de Batman, el Joker. Las primeras historias de origen de él y Speedy se contaron en More Fun Comics # 89.
Green Arrow comenzó como una función de respaldo en More Fun Comics, pero en cuatro meses, Green Arrow y Speedy reemplazaron a Doctor Fate y El Espectro como la función de portada. En Superhero Comics of the Golden Age, Mike Benton escribe que "su estatus de estrella de la portada probablemente se debió al atractivo de Speedy: los compinches adolescentes estaban de moda". También se les dio un lugar como una de las cinco funciones de respaldo que se promocionarían en uno de los primeros libros en equipo, Leading Comics, comenzando con el número 1 (invierno de 1941). Aparecieron en More Fun hasta el número 107 (enero de 1946) y luego se trasladaron a Adventure Comics del n.º 103 (abril de 1946) al n.º 269 (febrero de 1960). Green Arrow y Speedy también aparecieron en varios números de World's Finest Comics hasta el número 140 (marzo de 1964).
Fue uno de los pocos personajes de DC que siguió adelante después de la Edad de Oro de los cómics. Su longevidad se debió a la influencia del creador Mort Weisinger, quien lo mantuvo como una característica de respaldo del Superboy principal, primero en More Fun Comics y luego en Adventure Comics; dado que los títulos relacionados con Superman tenían casi garantizado el éxito durante este período, Green Arrow soportó las décadas de 1940 y 1950 relativamente sin cambios, superando a la mayoría de sus contemporáneos de la Edad de Oro. Como resultado, evitó ser revivido y "reimaginado" para la Edad de Plata, como lo fueron Flash, Green Lantern y otros.
Además de compartir Adventure Comics con él, el número 258 presentó un encuentro entre un Oliver Queen más joven y Superboy. El largometraje de Green Arrow y Speedy durante este período incluyó una breve tirada en 1958 escrita por Dick y Dave Wood y dibujada por Jack Kirby. Durante gran parte de este período, las aventuras de Green Arrow fueron escritas por France Herron, quien fue el guionista principal del personaje entre 1947 y 1963.

### Neal Adams y Dennis O'Neil, 1969-1983
En 1969, el artista Neal Adams actualizó la apariencia visual del personaje dándole una barba de Van Dyke y un traje de su propio diseño en The Brave and the Bold # 85 (agosto-septiembre de 1969). El escritor Dennis O'Neil continuó con la nueva apariencia de Green Arrow rehaciendo completamente la actitud del personaje en Justice League of America #75 ( con fecha de portada de noviembre de 1969), haciendo que Oliver Queen perdiera su fortuna y se convirtiera en un abierto defensor de los desfavorecidos y la izquierda política. La historia también convirtió a su compañera Black Canary en el interés amoroso de Queen.
A principios de la década de 1970, Green Arrow se convirtió en coprotagonista de Green Lantern (Hal Jordan) en una aclamada serie de historias de O'Neil y Adams que trataban varios temas sociales y políticos. Los dos coprotagonistas sirvieron para representar puntos de vista sociopolíticos contrastantes: Green Arrow habló a favor de un cambio radical, mientras que Green Lantern era una figura liberal establecida, que deseaba trabajar dentro de las instituciones gubernamentales y legales existentes. Queen convence a Jordan de ver más allá de su estricta obediencia al Green Lantern Corps, para ayudar a aquellos que fueron descuidados o discriminados. O'Neil explicó: "Sería un anarquista de mal genio para contrastar con el ciudadano modelo cerebral y tranquilo que era Green Lantern". El dúo se embarca en una búsqueda en una camioneta destartalada para "encontrar Estados Unidos", y en el camino son testigos de los problemas de corrupción, racismo, contaminación y superpoblación que enfrenta la nación. Una historia (en los números 78-79) incluso se interpretó ampliamente como una alegoría de los asesinatos del culto de la Familia Manson, aunque O'Neil ha enfatizado que la historia era sobre la izquierda autoritaria y no sobre Manson.
En Green Lantern (vol. 2) # 85–86, se reveló que el pupilo de Green Arrow, Speedy, era adicto a la heroína. Speedy superó su adicción con la ayuda de Black Canary. Esta historia provocó una reacción pública masiva, incluida una carta de felicitación del alcalde de Nueva York, John Lindsay. Sin embargo, las ventas de Green Lantern habían estado en un gran declive en el momento en que Green Arrow fue contratado como coprotagonista, y las historias de O'Neil/Adams no lograron revivirlas. Green Lantern se canceló con el número 89 (abril/mayo de 1972), y el arco narrativo culminante de la serie Green Lantern/Green Arrow se publicó como artículo de respaldo en Flash #217 a #219. En marcado contraste con las historias socialmente relevantes que la precedieron, esta historia se centró en temas emocionales, con Green Arrow luchando por lidiar con la culpa de haber matado a un hombre. Posteriormente, Green Arrow apareció en historias en solitario ejecutadas como copias de seguridad en Action Comics, comenzando con el #421. Elliot S. Maggin, quien hizo su debut en los cómics con una historia de Green Arrow publicada en Green Lantern (vol. 2) #87, fue el escritor de Green Arrow durante los siguientes años.
En 1976, se relanzó el título Green Lantern/Green Arrow, sin los temas de conciencia social de la serie original, con la escritura de O'Neil y el dibujo de Mike Grell. Después de que el título pasara a las historias en solitario de Green Lantern, las historias en solitario de Green Arrow aparecieron en World's Finest Comics. En su serie en solitario, Oliver consiguió un trabajo como columnista de un periódico, lo que le permitió articular sus creencias políticas en un campo más público. En World's Finest # 255 (1979), Queen se postuló sin éxito para alcalde de Star City.
De mayo a agosto de 1983, Green Arrow apareció por primera vez en su propio cómic, una serie limitada de cuatro números. Esta miniserie introdujo una rivalidad entre Green Arrow y el supervillano Conde Vértigo.
En 1985, Tierra-2 Green Arrow murió en Crisis on Infinite Earths, todavía con botas y guantes rojos. El personaje de Edad de oro Tierra-2 había sido reconfigurado como un miembro perdido en el tiempo del equipo original de superhéroes Siete Soldados de la Victoria, recuperado por la Liga de la Justicia y la Sociedad de la Justicia. Después de la crisis, Tierra-2 Green Arrow y Speedy fueron retirados de la existencia por completo, dado el final del antiguo multiverso de DC.

### Longbow Hunters /Mike Grellen curso
En 1987, DC Comics lanzó al personaje en un nuevo título en curso como parte de su línea de cómics para audiencias maduras. Escrita e ilustrada por Mike Grell, la renovación se lanzó con la miniserie Green Arrow: The Longbow Hunters. En esta serie limitada de formato de prestigio de tres números, una aventura rutinaria contra un grupo de traficantes de drogas llevó a la tragedia cuando Black Canary fue capturada y brutalmente torturado. En respuesta, Oliver asesinó a los atacantes de su novia. La miniserie también presentó a la enigmática arquera japonesa, Shado, cuya familia había sufrido en un campo de internamiento de la Segunda Guerra Mundial. Shado luego violó a Oliver y quedó embarazada de él, produciendo un hijo llamado Robert en honor a su padre (Robert Queen).
Bajo Grell, Green Arrow abandonó el uso de sus flechas de dispositivos de marca registrada y se mudó de Star City a Seattle, Washington. Como la serie era parte de la línea de audiencia madura de DC Comics, adquirió un tono más arenoso, violento y urbano, con Green Arrow a menudo usando la fuerza letal contra sus enemigos. Grell escribió la serie para los primeros 80 números, restando importancia a los aspectos de superhéroe de los personajes: Oliver abandonó su máscara y en realidad nunca se le llamó "Green Arrow" y Black Canary nunca se mostró usando su poder de grito sónico (a veces, este se explicó que lo había perdido debido a los eventos de The Longbow Hunters, aunque esto no era consistente con sus apariciones en otros títulos publicados durante este período). Si bien los especiales cruzados se concibieron para permitir que otros escritores (sobre todo Denny O'Neil, quien escribió Batman y el cómic de audiencia madura The Question) usaran Green Arrow, Grell lo escribió como en gran parte aislado del resto del Universo DC; cuando aparecieron otros personajes de DC como su viejo amigo Hal Jordan (también conocido como Green Lantern), lo hicieron con ropa de calle y usaron solo sus nombres civiles.
En lugar de la comunidad de superhéroes, Grell creó su propio elenco de apoyo. Además de Shado, Grell presentó al teniente de la policía de Seattle, Jim Cameron, que estaba disgustado con las acciones de vigilantes de Green Arrow (incluyendo el asesinato de criminales), al agente renegado de la CIA Greg Osborne, que comenzó a monitorear las actividades de Queen, así como al mercenario Eddie Fyers, inicialmente presentado como Adversario de Queen, pero luego se convirtió en un compañero de necesidad cuando Green Arrow se vio obligado a abandonar Seattle después de falsas acusaciones de ayudar a terroristas. La carrera de Grell terminó con Green Arrow vol. 2 #80, poco después de que Dinah dejara a Oliver.
Durante este período, el escritor también redefinió el origen del personaje en la serie limitada de cuatro partes de 1992, Green Arrow: The Wonder Year. Grell interpretó a Oliver Queen como un buscador de emociones que hereda su negocio familiar a una edad muy temprana. Cambiado por su estancia en la isla, Oliver decidió emprender la lucha contra el crimen como una forma de rebelarse contra sus responsabilidades. Durante su primera aventura en Star City, Oliver conoce a un antiguo amor, Brianna Stone, una antigua universitaria radical que le advierte que si sigue llevando su arco, algún día tendrá que usarlo de verdad. La serie limitada de Grell también estableció la atracción de Queen hacia las mujeres peligrosas.

### Post-Grell y la muerte temporal del personaje
Una vez que Grell dejó la serie, DC casi de inmediato comenzó a restaurar Green Arrow al Universo DC principal. Su serie en curso (en su mayoría escrita por Kelley Puckett y dibujada por el artista Jim Aparo) fue eliminada de la línea "Público maduro" (que se había convertido en "Vértigo") con el número 63, antes de la partida de Grell y Green Arrow comenzó a aparecer en varios super-títulos de héroe como invitado: más notablemente Green Lantern (vol. 3) #47, en el que Oliver ayudó a Green Lantern a rescatar a su novia Carol Ferris y su familia de uno de los enemigos de Hal, así como la miniserie DC Comics de 1994 Hora Cero. En la Hora Cero, donde Hal Jordan busca rehacer el universo después de que el trauma de la destrucción de Coast City lo lleva a destruir el Green Lantern Corps para obtener el poder de rehacer el universo, Queen se ve obligada a dispararle a su viejo amigo en un momento crucial. Ahora estrechamente integrado en el Universo DC, el personaje Connor Hawke fue presentado y revelado como el hijo de Oliver Queen de una relación anterior.
En Green Arrow (vol. 2) # 100–101, Queen se infiltró en un grupo de eco-terroristas conocido como Eden Corps y sacrificó su vida para evitar que el grupo detonara una bomba que destruiría la ciudad de Metrópolis. Superman intentó intervenir, pero finalmente no lo hizo después de que Queen lo reprendió por sugerir que Queen le permitiera cortar el brazo unido a la bomba. El intercambio entre Queen y Superman rinde homenaje a la obra de Frank Miller de 1986 The Dark Knight Returns. Queen luego admite en la historia Quiver (donde resucita) que rechazó debido tanto a sus propios problemas en este momento de su vida como al problema más práctico de que sería inútil como un arquero con un brazo. La muerte de Queen permitió a los escritores sacudir el statu quo al convertir a Connor Hawke en un reemplazo de Green Arrow. La serie, ahora escrita por Chuck Dixon, continuaría con Hawke como el foco principal hasta el número 137, cuando se canceló la serie.

### Smith, Hester y Parks/Meltzer 2000–2004
Queen revive en la década de 2000, Green Arrow (vol. 3) como parte del arco argumental "Quiver", escrito por Kevin Smith e ilustrado por Phil Hester y Ande Parks. Se revela que la resurrección de Oliver por parte de Hal (vista en la última página de Green Arrow (vol. 2) # 137, el número final de la serie en curso de Oliver / Connor) fue en realidad deliberadamente defectuosa. En las últimas horas de Hal antes de sacrificar su vida para salvar la Tierra durante "La noche final", Hal habla con el alma de Oliver en el más allá. Los dos acuerdan traer de vuelta unversión de Oliver Queen: uno sin alma (para que Oliver pueda permanecer apropiadamente en el cielo) y sin memoria de los eventos de la miniserie The Longbow Hunters o de los eventos posteriores que siguieron, hasta su muerte, Oliver razonando que las cosas iban mal para él después de los hechos que lo llevaron a matar por primera vez y sintiendo que la copia de él fue restaurada en el mejor momento de su vida.
Durante algunos años, este Oliver resucitado vive en Star City como un héroe vigilante, completamente fuera del radar de sus otros amigos superhéroes, pero finalmente es descubierto y descubre la verdad de su resurrección, dejando al Oliver resucitado sintiéndose inseguro acerca de su estado ahora que sabe que no tiene alma. Su resurrección finalmente es utilizada por el abuelo de Stanley Dover en un intento por obtener poder sobre el monstruo que Dover accidentalmente ató a su nieto, Dover tiene la intención de tomar el cuerpo de Oliver, posible solo debido a su falta de alma, y usar su acceso a los recursos de la JLA para encontrar al monstruo. En el clímax de la historia, el alma de Oliver regresa del cielo, vuelve a habitar su forma terrenal resucitada y ayuda a su hijo Connor Hawke a luchar contra una horda de demonios, el cuerpo de Oliver se ha puesto en contacto con su alma y lo convence de regresar para salvar la vida de su hijo. Dover es derrotado y realmente consumido por la Bestia, quien luego se va por su propia voluntad. Oliver también vuelve a ser rico de forma independiente, ya que Dover había transferido todos sus activos financieros a Oliver antes de hacerse cargo de su cuerpo. También eligió a una nueva compañera, Mia Dearden, quien se convertiría en la nueva Speedy, bajo la tutela de Oliver.
Después de la historia de la resurrección, Smith escribió un segundo arco más corto que involucraba a un asesino en serie con superpoderes, que se hacía llamar Onomatopeia, que buscaba reclamar a Connor como su última víctima. Smith luego dejó el título y Brad Meltzer asumió el cargo de escritor.
La historia única de Meltzer para Green Arrow presentaba a Oliver y su antiguo compinche, Roy Harper, reuniéndose y haciendo un viaje por carretera a través del país para recoger las viejas posesiones de Oliver, sobre todo un anillo de poder de Linterna Verde de repuesto que Hal Jordan le había confiado muchos años. más temprano. La historia también reveló que Oliver supo todo el tiempo que Connor era su hijo e incluso estuvo presente en su nacimiento, pero que Oliver finalmente abandonó a Connor y a su madre debido a su miedo a las responsabilidades de la paternidad. La historia de Meltzer continuaría en la miniserie Green Lantern: Rebirth, que presentaba los intentos de Oliver de usar el anillo contra Sinestro - presuntamente muerto durante varios años - antes de que el renacido Hal Jordan reclame el anillo.
Meltzer pasó a escribir la miniserie Identity Crisis, que presentaba a Green Arrow como uno de los personajes principales de la historia, investigando el asesinato de Sue Dibny, la esposa del Elongated Man, y revelando que la Liga había estado involucrada en mente, limpiando a varios villanos en el pasado para ocultar sus identidades secretas.
Durante este tiempo, el personaje también apareció en una serie de otros títulos, como la Liga de la Justicia, cuando es llevado temporalmente a una 'Liga de reserva' creada por Batman después de que la Liga original casi es asesinada por el poderoso Gamemnae y la Liga de la Justicia Élite, donde Oliver se une a un súper equipo de 'operaciones encubiertas' como asesor táctico del equipo. Su tiempo en Elite se destaca por mostrar un breve romance con Dawn, la esposa del experto en magia del equipo, Manitou Raven.

### Judd Winick, 2004–2008
Judd Winick asumió el cargo de escritor de Green Arrow e hizo muchos cambios. Se reveló que Mia Dearden, la nueva Speedy, era seropositiva y se intentó expandir la galería de villanos de Green Arrow con Merlyn el arquero, Constantine Drakon, así como Danny Brickwell (el Ladrillo) uniéndose al elenco de villanos existentes de Green Arrow como el Conde Vértigo, creador de ilusiones, y la enigmática Onomatopeya, la última de las cuales, él mismo, fue una incorporación relativamente reciente. Otros villanos de DC, como Riddler, hicieron apariciones especiales a lo largo de su carrera.
En 2006 vio el título (junto con otros títulos de cómics de DC) saltar "Un año después" tras de los eventos en Crisis infinita. Oliver, que una vez más ha amasado una gran fortuna personal, es el alcalde recién elegido de Star City y continúa su lucha por la justicia tanto en las calles como dentro del sistema político. También tiene un nuevo disfraz, que parece ser una combinación del clásico disfraz de Neal Adams y el disfraz de Mike Grell Longbow Hunters. En flashbacks, se revela que Oliver sobrevivió a un ataque casi fatal durante los eventos de Infinite Crisis, y usó su tiempo de recuperación para volver a entrenar. Trabaja con varios instructores expertos, incluido un sensei conocido como Natas, que también entrenó a Deathstroke, y se vuelve competente en varias artes marciales, incluido el uso de espadas, que utiliza en ocasiones durante este tiempo, y demuestra que él y su familia ahora son combatientes formidables cuando luchan contra Deathstroke y más tarde contra el protegido rebelde de Batman, Jason Todd. Finalmente, se ve obligado a renunciar a su cargo de alcalde después de un escándalo en el que se entera de que había estado financiando en secreto a los Forasteros, esencialmente un equipo de cazarrecompensas en este punto de su historia, junto con su posición incierta con el público votante, ya que nunca tuvo mucho más del 50% de la ciudad de su lado a la vez. Queen está convencido de renunciar a su cargo a cambio de que su sucesor deje en paz a las diversas organizaciones y recursos de ayuda social que había establecido, aunque Ollie pudo vencer a su oponente al renunciar antes de las elecciones y poner a alguien de su confianza a cargo de la ciudad. La serie concluyó con Oliver proponiéndole a Dinah (Canario Negro).
En 2007, Green Arrow: Year One de Andy Diggle y Jock presentaron la última versión oficial de su origen. Usando conceptos de iteraciones anteriores, Oliver Queen es un activista rico y en busca de emociones que es atacado, arrojado por la borda y va a parar a una isla donde se entera de una operación de contrabando. Al presenciar las condiciones de vida de esclavos de los habitantes, comienza a acabar con la operación de los contrabandistas. Finalmente regresa a la civilización cambiado por sus experiencias. En la parte final de la historia, Oliver afirma que un motín o las acciones de un grupo de traficantes de heroína podrían usarse como una tapadera de lo que ocurrió, haciendo referencia a la historia original del origen de Green Arrow, así como a la versión de Mike Grell.

### Flecha Verde/Canario Negro
Después del final de la serie en curso, DC Comics publicó una miniserie bimestral Black Canary de cuatro partes en la que Green Arrow se asoció con Black Canary para ayudar a Sin a ingresar a la escuela y establecer una nueva vida. Esta serie concluyó con Black Canary aceptando su propuesta. Esto dio como resultado que DC Comics publicara tres especiales interconectados que giraban en torno a la boda de Green Arrow/Black Canary que se relacionaba con las historias de "Countdown" de ese mes. Estos fueron The Black Canary Wedding Planner, JLA Wedding Special, así como The Green Arrow/Black Canary Wedding Special. El especial de bodas funcionó como introducción para una nueva serie Flecha Verde/Canario Negro Al final del especial de bodas, Black Canary se ve obligado a matar a Green Arrow después de que parece volverse loco y la ataca.
La nueva serie en curso retomó esto, revelando rápidamente que Green Arrow estaba vivo (el Green Arrow muerto era un impostor) y que ha sido tomado como rehén por "Athena". Black Canary, Connor y Mia lanzan una misión de rescate para salvar a Green Arrow. Mientras el equipo está unido y en su camino hacia la seguridad, Connor es alcanzado por una bala destinada a Oliver y queda en estado vegetativo. Mientras Connor descansa, Oliver y Dinah salen y están oficialmente casados, ya que en realidad nunca se habían casado en el especial de bodas, pero al volver a casa descubren que Connor ha sido secuestrado.
Esta historia condujo directamente al segundo arco que siguió al rescate de Connor de un enemigo misterioso. Finalmente se encuentra a Connor, que ahora se ha recuperado gracias a la manipulación del Doctor Sivana. Con el número 15, Andrew Kreisberg asumió el cargo de escritor de la serie.

### Blackest Night
Oliver se transforma en miembro de los Black Lantern Corps y ataca a sus antiguos aliados, en particular a su hijo, esposa y compañero. Durante la batalla, Connor dice que en realidad nunca perdonó a su padre, mientras que el monólogo interno de Oliver revela sus pensamientos, que expresan preocupación por su "familia" y disgusto por sus acciones. El equipo logra desactivar a Oliver congelándolo con nitrógeno líquido.

### Cry for Justice & Rise and Fall
En la miniserie Cry for Justice, el enemigo de la JLA, Prometheus, destruye Star City, como parte de un gran plan para "dañar" a la comunidad de héroes de la Liga de la Justicia. Durante el episodio, la identidad de Green Arrow casi fue revelada por un viejo amigo, Moreno. Después de engañar a la Liga de la Justicia para que lo libere, Green Arrow rastrea a Prometheus hasta su guarida oculta y lo mata con una sola flecha justo entre los ojos.
Este asesinato, cometido en secreto, es lo que Oliver considera justicia por los atentados (que también le costaron la vida a Lian Harper, la hija de Roy Harper (Red Arrow), que murió en el atentado de Star City) y esto lleva inmediatamente a la historia de Rise and Fall, en la que Oliver persigue obsesivamente a otros supervillanos aliados con Prometheus durante los eventos recientes, incluidos los antiguos aliados de Prometheus que estuvieron involucrados en el atentado. Cuando sus camaradas de la JLA se enteran de este complot, se enfrentan a Green Arrow y se da cuenta de que ha cruzado una línea y se entrega: Black Canary le devuelve su anillo de bodas y declara que su matrimonio ha terminado. La serie Green Arrow/Black Canary termina durante este arco narrativo, así como en las páginas de Justice League: Rise and Fall Special; Oliver es juzgado, pero declarado inocente ya que la mayoría del jurado simpatiza con sus motivos. Como resultado, es exiliado de los restos de Star City y elige vivir en el bosque misterioso que ha crecido en su centro.

### Brightest Day
Después de los eventos de Blackest Night, Deadman fue llevado a las ruinas de Star City por su anillo blanco. Impulsado por la entidad de la vida en la Tierra, el anillo creó un vasto bosque verde, que instantáneamente creció en presencia de la luz blanca, en gran parte de lo que quedaba de Star City.
Sin el conocimiento de la población de Star City, Green Arrow regresa y vive dentro del nuevo bosque, haciendo todo lo posible para proteger una ciudad que aún se tambalea por la muerte y destrucción de los ataques de Prometheus. Con la ruptura de la ley y el asesinato de numerosas figuras públicas, llega un nuevo propietario de Industrias Queen, resultado de una adquisición hostil, para imponer la paz y reconstruir la ciudad. Esta autoproclamada 'Reina' tiene una conexión con el padre de Green Arrow y afirma estar defendiendo el legado de la familia Queen donde Oliver fracasó.

### The New 52
En 2011, DC eligió relanzar sus títulos con nuevos números 1 y una continuidad renovada y llamó a esta iniciativa The New 52. Green Arrow fue uno de los 52 títulos incluidos en este. En la continuidad post-Flashpoint, Oliver Queen es Green Arrow y equilibra su propia infracción de las leyes con sus esfuerzos por llevar a los forajidos ante la justicia en todo el mundo. En la nueva continuidad, Queen dirige Q-Core, una empresa de tecnología de comunicaciones que forma parte de Industrias Queen a través de la cual se financia y se blinda como Green Arrow. Hace escasas alusiones a su antigua sociedad con Roy Harper, pero los recuerdos de Roy en Red Hood and the Outlaws establece que la pareja se peleó mucho, lo que llevó a Oliver a expulsarlo de Q-Core, además de provocar la propia espiral descendente de Roy. Tiene su base una vez más en Seattle y cuenta con el apoyo de un pequeño equipo de amigos cercanos que son genios de la tecnología en sus actividades de justiciero. Además, su historia romántica con Black Canary, su amistad con Green Lantern (Hal Jordan) y ser padre (tanto para Connor Hawke como para el hijo de Shado, Robert Queen II) no tuvo lugar como resultado del reinicio.
La serie New 52 fue escrita originalmente por JT Krul, quien luego fue reemplazado por Keith Giffen y Dan Jurgens, quienes a su vez fueron reemplazados por Ann Nocenti. Ninguna de las carreras de estos escritores fue bien recibida por la crítica o los fanáticos. A partir del número 17, la serie recibió un nuevo equipo creativo en el escritor Jeff Lemire y el artista Andrea Sorrentino, quien le dio una recepción más positiva al libro. La historia de Lemire presenta nuevos misterios sobre el tiempo original de Oliver en la isla donde naufragó, así como una mitología central sobre el antiguo Clan Arrow y varias otras armas análogas a Arrow, conocidas como los Forasteros. Los nuevos antagonistas incluyen a Komodo, de quien Oliver descubre que era el aprendiz de arquero y aparente asesino de su padre. También ha visto el debut en New 52 de varios personajes, como Conde Vértigo, Shado, Rey Reloj, Richard Dragon, así como John Diggle, un personaje creado originalmente para la serie de televisión Arrow.
Cuando Oliver conoce a Shado, se entera de que ella tuvo una hija del padre de Oliver (Robert Queen) llamada Emiko, a quien Komodo ha criado como su propia hija. Cuando Oliver regresa a la isla como parte de su investigación sobre los Forasteros, y en busca de una reliquia conocida como 'la flecha verde', descubre que su padre había sobrevivido hasta el presente y disfrazado como uno de los torturadores de Oliver en la isla, manipuló el tiempo de Oliver allí, culminando en la transformación de Oliver en el guerrero que es hoy y el héroe conocido como Green Arrow. Disgustado por esta revelación, y llevándose la reliquia de la flecha con él, Oliver deja atrás a Shado y a su padre, varados en la isla, antes de regresar a Estados Unidos para derrotar a los Forasteros. Shado y Robert siguieron a Oliver a Praga, y Emiko se volvió contra Komodo después de enterarse de la verdad sobre su ascendencia. Robert fue asesinado por Komodo en un intento de salvar a su hija, y Komodo luego fue asesinado por Emiko.
A partir de 2013, DC también eligió incluir a Green Arrow como personaje principal en su serie Justice League of America (vol. 3), que se ejecuta junto con Justice League (vol. 2) y Justice League Dark. En este libro, Queen es parte de un equipo de crack patrocinado por el estado reunido por Amanda Waller y Steve Trevor de A.R.G.U.S. para generar buenas relaciones públicas para el gobierno de los EE. UU. y servir como defensa contra la Liga de la Justicia independiente encabezada por Superman y Batman en caso de que alguna vez ir pícaro. Tras la cancelación de JLA al final de la historia de Forever Evil, Green Arrow aparece en su serie de reemplazo, Justice League United, también escrito por Lemire.
Lemire y Sorrentino dejaron Green Arrow después del número 34, para ser reemplazados por los escritores Andrew Kreisberg y Ben Sokolowski, y el artista Daniel Sampere. Kreisberg fue el productor ejecutivo de Arrow y Sokolowski se desempeñó como escritor del programa. El primer número de Kreisberg y Sokolowski presentó los debuts de Felicity Smoak y Mia Dearden en The New 52. La carrera de Kreisberg lo vio enfrentarse al influyente magnate John King, que es el padre de Mia, y su asesino a sueldo, Merlyn. En un momento de desesperación debido a los recursos infinitos de King y la letanía de súbditos leales, Felicity y Diggle reclutan a algunos de los aliados y viejos enemigos de Green Arrow para ayudar en la lucha: Batman, Arsenal, Emiko, Katana, Onyx, Cupido e incluso Lex Luthor, por entonces miembro de la Liga de la Justicia.
Después de la historia de Convergencia de DC en abril-mayo de 2015, el título recibió nuevamente un nuevo equipo creativo en el escritor Ben Percy y el artista Patrick Zircher, cuya carrera estuvo más influenciada por el género de terror. Se eliminaron elementos de Arrow y los personajes creados por Lemire, como Emiko y Henry Fyff, fueron restaurados a roles principales. El primer arco de Percy muestra a Green Arrow enfrentándose a un asesino en serie racista que utiliza tecnología de seguridad similar a un dron en Seattle para atacar sistemáticamente a los delincuentes y a los posibles delincuentes en función de los perfiles informáticos y los datos policiales.

### DC Renacimiento
En 2016, DC relanzó toda su línea de títulos una vez más con el evento DC Rebirth, esta vez con la intención de restaurar elementos del Universo DC antes de Flashpoint, manteniendo al mismo tiempo la continuidad de New 52. Ben Percy siguió siendo el principal escritor de la serie, con un equipo de arte rotativo formado por Otto Schmidt, Juan Ferreyra y Stephen Byrne. Durante esta carrera, Green Arrow aparentemente es traicionado por Emiko cuando Percy vuelve a presentar a Shado, haciéndose eco de elementos de la carrera de Grell, así como de John Diggle. Además de restaurar la barba característica de Green Arrow, Van Dyke, la serie revisó un romance entre Green Arrow y Black Canary por primera vez desde 2011. Percy también restableció a Green Arrow como una figura políticamente consciente, y el escritor lo describió como un "guerrero justiciero social". Después de que se reveló que Emiko todavía estaba del lado de Oliver, finalmente adoptó el nombre en clave de Red Arrow.
Este volumen finalizó en marzo de 2019, con el número 50 sirviendo como un número final de tamaño extra.

### El amanecer de DC
En noviembre de 2022, se anunció que Joshua Williamson escribiría una nueva serie de Green Arrow luego de la desaparición de Oliver al final de Dark Crisis on Infinite Earths, con Sean Izaakse como ilustrador y cuyo lanzamiento está programado para abril de 2023.

## Poderes y habilidades
Al igual que Batman, Green Arrow no posee poderes o alteraciones genéticas en su cuerpo, pero posee muchas habilidades que ha adquirido con el paso del tiempo con el entrenamiento. Oliver es considerado uno de los mejores combatientes en cuerpo a cuerpo en DC, logrando ser un maestro en distintas formas de lucha, esto gracias al entrenar constantemente con su compañera e interés amoroso Canario Negro y en ocasiones con Batman, Lady Shiva y Richard Dragon siendo estos considerados de los mejores artistas marciales en DC. Haciendo a Oliver un artista marcial excepcional. También ha llevado sus habilidades de velocidad, reflejos y agilidad a lo más alto, gracias a que pasó durante un tiempo en una isla desierta tratando de sobrevivir.
Oliver también ha demostrado tener una capacidad en el manejo de armas y ser un excelente piloto, esto debido a su entrenamiento con su mejor amigo Hal Jordan.
En ocasiones ha demostrado que es hábil con la espada y otras herramientas de combate como shurikens o Nunchaku, un excelente rastreador y un gran estratega a la hora de pelear, gracias a sus habilidades ninja que adquirió en la isla.
Sin duda, la mayor habilidad que se le conoce a Oliver Queen es su puntería perfecta con el arco, es posiblemente el personaje en DC con el mejor manejo del arco y junto a Deadshot, Capitán Boomerag y Deathstroke los mejores en puntería. Es capaz de lanzar 29 flechas por minuto y debido a sus amplios recursos económicos posee diferentes variantes de flecha desde explosivas, red, humo, cegadoras etc, también es un excelente rastreador y maestro del escapismo rivalizando con Batman. Oliver Queen también es un exitoso empresario y con influencias en el mundo.

### Habilidades
Al estar varado en una isla se vio forzado a aprender a sobrevivir, eso moldeó su cuerpo y mente, y le permitió aprender a usar el arco mediante la práctica. Fue entrenado en artes marciales y esgrima por Deathstroke y se perfeccionó tras varias sesiones de práctica con Batman, Katana y Black Canary.
Es un experto acróbata y atleta consumado con un estado físico atléticamente perfecto, ha desarrollado un estilo propio de evasión y fuga estratégica similar al parkour y posee conocimientos prácticos en rastreo, cacería y ciencias políticas como la diplomacia y civismo. Es un artista marcial experto en combate mano a mano, con conocimientos de Boxeo, Judo, Aikido, Kick boxing y Karate,. Es un espadachín habilidoso y sabe usar las barras kali con un grado de habilidad que rivaliza con la de Batman. Es un dotado piloto capaz de volar diferentes tipos de aviones y helicópteros. Su mayor especialidad es el uso del arco y flecha, posee una fina puntería que le permite acertar con precisión a grandes distancias y tiene amplios conocimientos en física, aerodinámica e ingeniería que le permiten improvisar un arco y flechas con materiales de desecho, al igual que crear toda una gama de flechas multipropósito.

### Armamento
Tiene una extensa variedad de arcos con diversos grados de tensión y funcionalidades (plegables, reforzados, con mira telescópica, etc.), lo que le permite lanzar flechas a varios kilómetros de distancia. Un carcaj con diversas saetas y flechas multifuncionales con capacidades letales (flechas comunes o con puntas reforzadas de aluminio o teflón, con capacidad incendiaria, e incluso con puntas de kryptonita) y no letales (granada destellante, guante de box, bomba pegajosa, etc.). Su uniforme es de una tela resistente a las llamas y capaz de soportar proyectiles de calibre chico a quemarropa. En ciertas versiones se lo ve llevando su propia katana.

## Personajes secundarios
Al igual que con otros superhéroes de DC, Green Arrow tiene un extenso elenco de personajes secundarios, a veces llamado Team Arrow, junto con una galería única de villanos. Su elenco de apoyo ha cambiado mucho en el transcurso de la serie, pero ha tendido a incluir a su compañero Speedy (Roy Harper y Mia Dearden) y su compañera superhéroe y principal interés romántico, Black Canary. Su hijo Connor Hawke también ha sido parte de la familia de vigilantes Arrow, junto con la hija adoptiva de Black Canary, Sin. Por un breve tiempo, Green Arrow también fue "asistida" por la aspirante a superhéroe Miss Arrowette, con quien tuvo un breve romance. El reinicio de New 52 de Green Arrow también ha presentado una serie de nuevos personajes secundarios para Oliver, incluidos los expertos en tecnología de Industrias Queen, Naomi Singh y Henry Fyff, y su media hermana arquera Emiko Queen, quien luego toma el nombre en clave de Red Arrow. Los personajes de Felicity Smoak y John Diggle de la serie de televisión Arrow también se adaptaron a los cómics en 2015 (aunque Felicity luego se eliminó de la continuidad). La arquera Shado, aunque no forma parte de la unidad de héroes de Oliver, también ha sido un personaje recurrente en la vida de Oliver. Además, Green Arrow ha sido emparejado regularmente con su compañero superhéroe Green Lantern (Hal Jordan) en los cómics, ya que los dos coprotagonizaron la serie Green Lantern/Green Arrow juntos durante muchos años.
Como miembro de la Liga de la Justicia, Green Arrow también aparecerá en cruces con historias que presentan a otros personajes emblemáticos de DC de vez en cuando. De sus colegas de la Liga de la Justicia, las historias clásicas describen a Ollie teniendo una disputa continua con el Hombre Halcón debido a sus diferentes puntos de vista sobre la vida y, más recientemente, ha sido representado como un buen amigo de su colega de la Liga de la Justicia Unida, Animal Man. Green Arrow también ha sido miembro de los Forasteros, tanto en su encarnación como un equipo de superhéroes encubierto liderado por Batman como en su forma New 52 como una sociedad secreta basada en varios clanes de armas, incluido un Arrow Clan del que Oliver es el legítimo jefe. En la Edad de oro de las historietas, Green Arrow y Speedy también estaban afiliados al grupo de superhéroes Siete Soldados de la Victoria.
Los villanos recurrentes de Green Arrow, por supuesto, incluyen a sus archienemigos Merlyn, un maestro arquero, y el Conde Vértigo, un dignatario extranjero con el poder de alterar el equilibrio y la percepción de su enemigo. Otros villanos recurrentes incluyen a China White, Clock King, Cupido, Brick y Constantine Drakon. Desde la década de 2000, el supervillano de DC, Deathstroke, a menudo ha sido descrito como alguien que tiene un rencor particular contra Green Arrow.

## Otras versiones

### Tierra-Dos
Durante muchos años, DC Comics escribió historias en lo que llamó un Multiverso, o una serie de infinitas Tierras paralelas. Esto permitió a los escritores de DC reconfigurar y volver a contar historias libremente, así como explicar los errores de continuidad. Green Arrow de la década de 1940, como todos los personajes de la Edad de Oro en ese momento, residía en Tierra-Dos y era miembro de Siete Soldados de la Victoria y All-Star Squadron junto con su compañero Speedy. A pesar de tener un origen diferente al de Green Arrow moderno, el desarrollo del personaje de la Edad de Oro es en gran medida paralelo al moderno.
Durante el evento histórico de DC Crisis on Infinite Earths, Green Arrow ayuda a Changeling de Tierra-Uno y Mento de Tierra-Uno a luchar contra Shaggy Man II de Tierra-Uno. Al darse cuenta de que Shaggy Man no es un ser vivo, lo derrotó con una flecha explosiva. Green Arrow fue uno de los que fueron asesinados por los Demonios de las Sombras del Anti-Monitor con los que trató de luchar en Chicago. La derrota del Anti-Monitor destruyó todos los planetas del Multiverso y reinició el universo DC con una sola Tierra.

### Universos alternativos modernos de DC
La serie semanal 52 de DC estableció un nuevo 52-Tierra Multiverso. La serie en curso Countdown mostró varios de estos. En Tierra-3, un equivalente malvado de Green Arrow es miembro de la cooperativa de supervillanos llamada Sindicato del Crimen de América. Otro equivalente malvado existe en el Universo de Antimateria llamado Deadeye. En Tierra-15, Roy Harper ha reemplazado a Oliver como Green Arrow. En el mundo invertido de género de Tierra-11, Oliver ahora es Olivia Queen, y la versión de Black Canary de ese mundo se parece mucho a él en apariencia. Venga el Reino (Tierra-22) y El Regreso del Caballero Oscuro (Tierra-31) las historias y sus variaciones de Oliver se fusionaron más tarde en el Multiverso 52-Tierra.
En la línea de tiempo alternativa del evento Flashpoint, Oliver Queen es el jefe de Industrias Green Arrow, una importante empresa de contratación militar, y también lidera una banda exmilitar de Green Arrows. Aunque Oliver es un genio inventivo, roba dispositivos avanzados de supervillanos para uso militar. Un día, Oliver descubre que sus Green Arrows fueron asesinados por una asaltante en su base en Starfish Island y que mató a su mejor amigo/jefe de seguridad Roy Harper. Tomando sus armas y artilugios para cazar a la mujer en la batalla, Oliver descubre sorprendentemente que ella es una hija suya y de Vixen, ex amante de Oliver, así como la razón por la que lo atacó fue porque Industrias Green Arrow construyó fábricas que se especializan en probar armas de supervillanos en ciudades estadounidenses que, sin darse cuenta, se convirtieron en objetivos para los supervillanos que buscaban recuperar sus armas. Conmocionado por su revelación, Oliver solo se había estado estancando antes de que su hija fuera asesinada por sus equipos de reserva a los que llamó anteriormente.

### Tierra-31/ El Regreso del Caballero Oscuro
El personaje aparece en Batman: The Dark Knight Returns de Frank Miller y la secuela Batman: The Dark Knight Strikes Again aparece como Tierra-31. A pesar de perder un brazo (se supone que se debe a Superman), Oliver sigue demostrando ser un arquero eficaz (agarra el culatín de sus flechas con los dientes). Más tarde, Batman le pidió a Oliver que ayudara al Caballero de la Noche a luchar contra Superman. Oliver acepta e implanta la kryptonita sintética de Batman en la punta de una de sus flechas, lo que hace que Batman emerja como el ganador. Después de que Batman finge su muerte para pasar a la clandestinidad, Oliver, luciendo un brazo mecánico como prótesis para su brazo izquierdo, se une a Batman en su guerra contra un gobierno estadounidense corrupto dirigido por Alexander Luthor. En The Dark Knight Returns, Queen es retratado como un anarquista, mientras que en The Dark Knight Strikes Again, se lo describe explícitamente como un "multimillonario convertido en Comunista".

### Otras historias de DC Elseworlds
En JLA: The Nail y su secuela, Oliver aparece como un ex-héroe discapacitado, habiendo perdido un brazo, un ojo y el uso de sus piernas en una pelea con Amazo, que también resultó en la muerte de Hombre Halcón. Amargado y furioso, ahora infunde miedo en el programa de entrevistas de Perry White acerca de que la JLA es extraterrestre y afirma que planean conquistar el mundo; sus excompañeros especulan que este es su método de afrontamiento. En la secuela, el cerebro de Oliver se trasplanta al cuerpo de Amazo (Flash eliminó el cerebro computarizado de Amazo en una pelea anterior), restaurando su cordura, lo que le permite derrotar a la criatura que amenaza al universo a costa de su propia vida, después de reparar las vallas con sus excompañeros de equipo.
En Batman: Holy Terror, se menciona que Oliver Queen fue ejecutado, declarado culpable de apoyar a "pornógrafos" judíos clandestinos. Tiene un cameo como amigo de sociedad de Bruce Wayne en Batman: Nine Lives de Dean Motter. Oliver Queen también aparece en Batman: The Doom That Came to Gotham de Mike Mignola, donde es retratado como un Templario de los últimos días equipado con flechas mágicas sumergidas en la sangre de San Sebastián. Es asesinado en el número 2 por Hiedra Venenosa. Oliver aparece en Superman: hijo rojo, donde Oliver Queen es un reportero de Daily Planet trabajando debajo de Perry White y eventualmente de Lois Lane.
Un Green Arrow más viejo y calvo aparece en el futurista Kingdom Come de Mark Waid y Alex Ross, en el que Oliver ha unido fuerzas con Batman para oponerse al ejército de Superman/Liga de la Justicia. Se casó con su amor de toda la vida, Dinah Lance, y tienen una hija, Olivia Queen, también conocida como Black Canary II.
Green Arrow aparece en League of Justice, una fantasía inspirada en El Señor de los Anillos donde el personaje pasa a llamarse "Longbow Greenarrow": un mago misterioso que se parece a Gandalf. JLA: Age of Wonder muestra a Green Arrow como defensor de los pobres y enemigo de la opresión.

### Serie deInjustice
En el universo de Injustice, donde el Joker mata a Lois Lane y a su hijo por nacer, lo que lleva a Superman a la locura autocrática, Green Arrow se une a la insurgencia de Batman contra el régimen de Superman, reconociendo el enfoque más duro del corrupto Hombre de Acero para acabar con el crimen. En Injustice: Gods Among Us, está casado con Black Canary y también, sin querer, se vuelve cercano a Harley Quinn, a quien salva de un encuentro cercano a la muerte con Superman. Cerca del final del año uno (el primer volumen del cómic), el es dado muerto a golpes por Superman en su Fortaleza de la Soledad después de que el primero cree erróneamente que la Insurgencia ha venido a dañar a sus padres adoptivos que se encuentran allí (aunque en realidad fue un intento fallido). para obtener una súper píldora destinada a dar a los humanos un gran poder). Con su acción final, Oliver puede usar una flecha para entregar la súper píldora a la Insurgencia para que la misión no sea en vano. Year Two revela que Canary está embarazada del hijo de Oliver, dejándola decidida a acabar con Superman por su asesinato.
- Cuando Superman casi mata a Black Canary tratando de vengar a Green Arrow, Doctor Fate se cura y lleva a Dinah a un universo alternativo donde una versión diferente de Oliver Queen permanece viva pero su propio Black Canary, junto con la mayoría de sus aliados, han fallecido. Doctor Fate deja a los dos para criar al bebé, llamado Conner, juntos, dándose la oportunidad de ser felices. Cinco años después, en el cómic precuela de la secuela del juego Injustice 2, el suplente Oliver y Dinah reciben noticias del Doctor Destino de la derrota de Superman a manos de su homólogo de Prima-Tierra. Mientras Dinah es llevada a casa por Doctor Fate para ayudar a Batman a restaurar la Tierra, el suplente Oliver se une para honrar a su difunto homólogo. El Oliver alternativo descubre que, a diferencia de él, su contraparte fallecida mantuvo su riqueza y recursos, y aunque el público no sabe que su Oliver Queen está muerto, Green Arrow alternativo puede acceder a ellos para las necesidades de los héroes. Se entera del matrimonio de su contraparte con Dinah, lo que la lleva a pedirle a Green Arrow alternativa su mano en matrimonio, que él acepta. Él y Batman tampoco se llevan bien, esperando la oportunidad de batirse en duelo después de que Oliver revela que, según lo que aprendió de Dinah, tiene más entrenamiento que su contraparte.

### Superman: Alien americano
En el cómic de 2016 Superman: American Alien de Max Landis, que presenta un recuento alternativo del viaje de Clark para convertirse en Superman, Oliver Queen se encuentra con Clark Kent dos veces en su vida. La primera es cuando Clark tenía diecinueve años y Oliver lo confunde con Bruce Wayne, para quien había organizado una fiesta de cumpleaños a pesar de saber que Wayne nunca aparecería. Clark, después de algunas dudas, decide divertirse y se hace amigo de Oliver, aunque brevemente se enfada y se sorprende por la cantidad de dinero que gastan Oliver y sus amigos. Años más tarde, después de salir de Starfish Island, Oliver ha madurado más y se encuentra de nuevo con Clark, quien ha comenzado su nueva carrera en el Daily Planet. Al principio, creyendo que era Bruce, Clark rápidamente se sincera. Oliver lo perdona antes de presentarle a Lex Luthor, en parte para molestar a este último.

### Tierra 2
En las páginas de Earth 2: World's End, Oliver Queen es un aliado de Batman y opera como Red Arrow. Cuando Batman fue asesinado durante la invasión apokoliptiana, Red Arrow continuó custodiando el Codex que contenía el ADN de cada animal, planta y organismo en una fortaleza submarina construida por Bruce Wayne. Cuando Batman y Cazadora llegan a la fortaleza submarina, se encuentran con Oliver Queen, quien los ayuda a luchar contra la segunda invasión apokoliptiana. Él y el Codex se encuentran entre los evacuados de la Tierra cuando fue destruida.

## En otros medios

### Películas animadas
- Green Arrow aparece en Justice League: The New Frontier, se asemeja a su versión de la Edad de Oro.

- Una versión alternativa de Green Arrow llamada Scarlet Archer aparece en Justice League: Crisis on Two Earths con la voz de Jim Meskimen. Se lo vio por primera vez brindando seguridad en un envío realizado por Johnny Quick, con versiones alternativas de Black Canary y Lobo. Lanza flechas a Flash, pero es derrotado por Martian Manhunter. Aparece nuevamente intentando matar a una Rose Wilson alternativa por hablar en contra del Sindicato del Crimen. Martian Manhunter atrapa su flecha y procede a detenerlo asustándolo hasta el punto de caerse del edificio en el que estaba encaramado. Más tarde es arrestado por la policía.

- Una versión envejecida del personaje aparece en la película The Dark Knight Returns, ayudando a Batman en su lucha contra Superman, disparando una flecha compuesta por kryptonita para debilitar al hombre de acero.

- Green Arrow aparece en Lego DC Comics Super Heroes: Justice League vs. Bizarro League, su voz es puesta por Phil Morris.

- Green Arrow aparece en las películas de Batman Unlimited: Animal Instincts, Batman Unlimited: Monster Mayhem y Batman Unlimited: Mechs vs. Mutants, su voz es proveída por Chris Diamantopoulos.
- DC Showcase: Green Arrow, un corto animado dirigido por Joaquim Dos Santos, se incluyó en el DVD para la película animada directa a video Superman / Batman: Apocalypse. El actor Neal McDonough expresa a Green Arrow. En el corto, Oliver Queen está recogiendo a Dinah Lance en el aeropuerto de Star City con la intención de proponerle algo. Sin embargo, ve a Merlyn entrando al aeropuerto. Él salva a la princesa de Vlatava de la Liga de Asesinos, luchando contra ellos y Merlyn a través del aeropuerto. La niña confirma que su padre fue asesinado la noche anterior y que su tío es el Conde Vértigo, a quien Green Arrow cree que contrató a Merlyn. Green Arrow derrota a Merlyn en un duelo. El vértigo aparece y casi mata a Arrow, pero Black Canary usa su "grito canario" para derrotarlo. Arrow entonces propone y Canary acepta, el corto final con su apasionado beso.

- Green Arrow hace una aparición en The Lego Batman Movie junto a la Liga de la Justicia.

- Flecha Verde hace una aparición a modo de cameo en Teen Titans Go! to the Movies.

### Series animadas
- La primera aparición televisiva de Green Arrow fue un lugar invitado en un episodio de la encarnación original de Super Amigos. Apareció en el episodio de 1973 "Gulliver's Gigantic Goof" y fue interpretado por Norman Alden. Fue referido como un "miembro acérrimo de la Liga de la Justicia de América".

- Green Arrow hace numerosas apariciones en Justice League Unlimited, con la voz de Kin Shriner. Fue el primer héroe nuevo introducido en la serie renovada en el episodio "Iniciación". En esta versión, Green Arrow se resiste a unirse a la Liga para evitar distracciones de su objetivo principal: proteger a "el pequeño". Sin embargo, sus fuertes convicciones políticas de izquierda (mostradas por su cita "Soy un viejo zurdo") y su defensa a veces irreverente son razones clave por las que la Liga de la Justicia insiste en reclutarlo como una voz prominente del equipo. Su abogado es crítico para evitar que la Liga de la Justicia reaccione de forma exagerada en un camino hacia el totalitarismo durante el incidente del Proyecto Cadmus, y también para disolver la Liga cuando más tarde fueron absueltos de irregularidades. En esta versión, Green Arrow es un multimillonario que vendió su compañía para dedicarse exclusivamente a su voluntariado y activismo. Desarrolla una relación romántica con Black Canary en el transcurso de la serie. Speedy hace una aparición durante el show en el episodio "Patriot Act". Mientras que Green Arrow se refiere a Speedy como su "ex-compañero", Speedy prefiere el término "ex-compañero". De acuerdo con la Guía de TV para la semana del 25 al 31 de julio, Shriner se presentó en el estudio de grabación vestido como Green Arrow.

- En The Batman, Green Arrow apareció por primera vez en el episodio de la temporada cinco "Vertigo". Esta versión de Green Arrow está motivada en gran medida por el deseo de venganza contra el conde Vertigo, un exempleado que utilizó tecnología robada de su compañía para dejarlo en una isla desierta. También es prominente en el final de la serie, "Héroes perdidos", en el que revela sus frustraciones al ser ignorado en favor de los súper poderosos miembros de la Liga. Fue expresado por Chris Hardwick. La apariencia de Green Arrow recuerda a su contraparte cómica de los años 70.

- Green Arrow aparece en Batman: The Brave and the Bold con la voz de James Arnold Taylor con un diseño que se parece a sus interpretaciones de la Edad de Oro y Plata. A menudo se le presenta como el rival amistoso de Batman. Están atrapados juntos por Clock King en el primer episodio, pero escapan y derrotan al villano. Merlín los llama en el "Día del caballero oscuro". para restaurar a Camelot y devolver al rey Arturo al trono; triunfan y casi son nombrados caballeros antes de comenzar a discutir, lo que hace que Merlín los devuelva a su propio tiempo. También hay rivalidades románticas, ya que Green Arrow muestra disgusto por el flirteo de Batman con Catwoman y lo culpa por su escape; Green Arrow luego hace esfuerzos para ganarse el afecto de Black Canary a pesar de su atracción por Batman. La contraparte de Crime Syndicate de Green Arrow aparece en el episodio "Deep Cover for Batman" y se llama Blue Bowman.

- Green Arrow aparece como miembro del JLA en Young Justice, con la voz de Alan Tudyk. En el episodio piloto "Día de la Independencia", Green Arrow y Speedy llegan tarde a una ceremonia de inducción al compañero en el Salón de la Justicia, y Speedy cree erróneamente que no se lo convertirá en miembro oficial de JLA y denuncia airadamente a Green Arrow. Green Arrow aparece de nuevo en "Infiltrator" con el nuevo compañero Artemis, quien dice ser su sobrina. Cuando la Luz villana toma el control de la Liga de la Justicia, Green Arrow y otros intentan cazar y matar a sus aprendices. Green Arrow regresa en "Salvage" para enfrentar a Red Arrow por su obsesión con encontrar el Speedy original. Cuando Red Arrow tiene éxito, Speedy está enojado con Green Arrow por haberse rendido con él.

- Green Arrow aparece en uno de los cortos de DC Nation en Cartoon Network con la voz de Will Friedle.

- Green Arrow aparece en la serie animada Justice League Action, con la voz de Chris Diamantopoulos.

- Green Arrow aparece en la serie animada de 2019 DC Super Hero Girls, con la voz de Eddie Perino. En esta versión, es el némesis en el escenario de Zatanna y es miembro de los Invincibros.

### Imagen real
- Justin Hartley interpretó a Oliver Queen / Green Arrow en Smallville, y se presenta por primera vez en el episodio de la temporada seis "Sneeze". El personaje comienza como un personaje recurrente que ya es un vigilante establecido en su hogar de Star City, y originalmente está emparejado con Lois Lane en una historia romántica. Después de un comienzo difícil, se convierte en un aliado de confianza y amigo de Clark Kent. Green Arrow conserva sus muchas flechas únicas y demuestra una habilidad experta en tiro con arco, junto con el uso experto de una ballesta con muchas flechas de truco. En el episodio "Justicia", Oliver se une a Clark para poner fin a la experimentación de Lex Luthor con supervillanos al asociarse con otros superhéroes que Clark ha conocido en sus viajes, formando una Liga de justicia prototípica. Oliver es visto nuevamente en la temporada siete para el episodio "Siren", en el que continúa su lucha contra LuthorCorp y se encuentra con otro superhéroe, Black Canary, a quien recluta para su Liga de la Justicia. En una secuencia de flashback en el episodio "Veritas" de la temporada siete, se puede ver una versión joven de Oliver Queen interpretada por Luke Gair. Desde la temporada ocho hasta la temporada diez, Hartley es una serie regular, y se teje en la historia de fondo de Smallville a través de las conexiones comerciales de Queens con las familias Luthor, Teague y Swann; Oliver fue un amigo de la infancia y compañero de clase, y más tarde un matón adolescente, de Lex Luthor. En el episodio de la temporada ocho "Requiem", Oliver arriesga su amistad con Clark al matar a Lex, algo que Clark nunca apoyaría. En el transcurso de la serie, Oliver y Clark se vuelven cada vez más amigos y se establecen a tiempo completo como superhéroes, trabajando con otros miembros de la Liga de la Justicia cuando sea necesario. Más tarde, Oliver se involucra románticamente con la mejor amiga de Clark, la prima de Lois, Chloe Sullivan, con quien finalmente se casa. En el final de la serie, Oliver es el padrino en el servicio de bodas de Clark y Lois, y se demuestra que Chloe tiene un hijo en el futuro, que se supone que es el de Oliver. En la temporada once (continuación en forma de cómics), se revela que es el hijo de Oliver; Jonathan Queen, el nombre del padre adoptivo de Clark.

#### Arrowverso

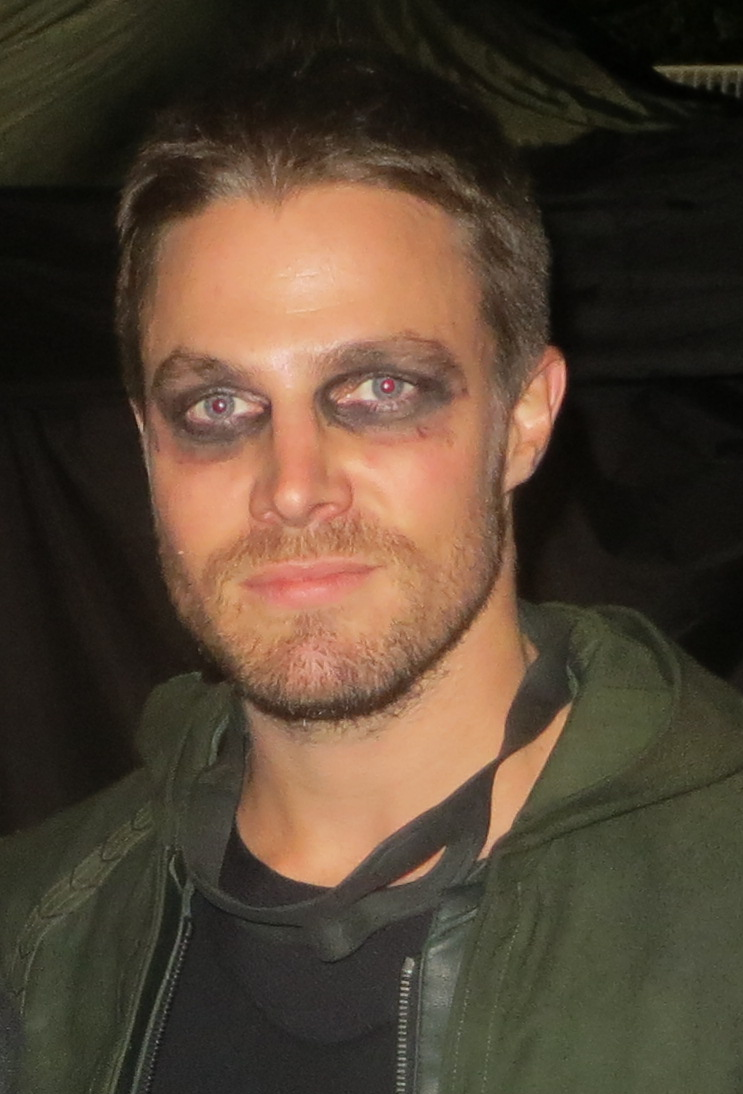
Stephen Amell en las grabaciones de Arrow en 2014.

- Stephen Amell interpreta a Oliver Queen/Arrow en el Arrowverso
  - Este personaje ha sido adaptado a la televisión en la serie estadounidense Arrow, estrenada en 2012. En esta serie, Oliver Queen es un joven playboy multimillonario que pasa cinco años en una isla después de un naufragio en el que murió su padre, la hermana de su novia y otras personas. Cuando es rescatado y vuelve a Starling City con su familia, decide enfrentarse a políticos y empresarios corruptos bajo la identidad de un encapuchado con un traje verde (Flecha Verde). Tiene gran agilidad y puntería y usa un arco y una serie de flechas.
  - Para lograr su misión oliver cuenta con la ayuda de sus compañeros Felicity Smoak y Jonh Diggle, a lo largo de las temporadas aparecen aliados tales como Dinah Laurel Lance/Black canary, Roy Harper, Thea Queen, Dinah Drake, Rene Ramírez, entre otros
  - Ha hecho varias apariciones en la serie The Flash. En el piloto, Barry Allen regresa a Starling City después de ganar la supervelocidad y recibe consejos de Oliver sobre si podría ser un héroe o simplemente 'un tipo que fue golpeado por un rayo'. Una promoción muestra una secuencia en la que Oliver está entrenando a un Barry disfrazado. Los shows y los personajes tienen cruces entre sí en la mitad de la temporada, incluida Felicity Smoak, que visitó Central City para ayudar a Barry a lidiar con la nueva amenaza de la pistola robada de Leonard Snart, seguida poco después por una pareja donde Oliver pelea con Barry después de controlar el estado de ánimo. El metahumano provoca que Barry ataque a sus aliados en "Flash vs. Arrow" y que Barry ayude a Oliver a capturar al nuevo enemigo, el Capitán Bumerang, en "The Brave and the Bold". En "All Star Team Up", Ray Palmer y Felicity visitan S.T.A.R. laboratorios para obtener ayuda para el traje de Ray's Atom, y ayudar al equipo a derrotar a un supervillano que puede controlar a las abejas robóticas. Oliver aparece en el penúltimo episodio "Rogue Air" para ayudar a Barry a luchar contra el Reverse-Flash con Firestorm, usando flechas de Ray Palmer con nanite para ralentizar el Reverse-Flash y eliminarlo. A cambio, solicita la ayuda de Barry para liberar a sus amigos en la final de la temporada 3 de Arrow. En un crossover de dos partes que preparará los eventos para Legends of Tomorrow, Oliver y sus compañeros se unen a Barry, Kendra Saunders y Carter Hall para derrotar al villano inmortal, Vandal Savage. Durante el episodio de la temporada 2, "Enter Zoom", un informe de noticias muestra que en la Tierra 2, Oliver murió la noche en que se hundió el Gambito de la Reina, y su padre Robert tomó el manto de la Flecha. Sin embargo, Robert fue desenmascarado de alguna manera en esta realidad. En el crossover masivo episodio "¡Invasión!", Con los lanzamientos de Arrow, The Flash y Legends of Tomorrow formando un equipo con Supergirl para detener una invasión extraterrestre de los Dominators, Oliver nombra a Barry como líder del equipo mientras actúa como asesor táctico del equipo.
  - Queen aparece en la serie web animada Vixen.
  - Oliver aparece en Legends of Tomorrow de DC. Aparece por primera vez en "Pilot, Part 1", donde recluta a Ray para colarse en un H.I.V.E. Facilidad para analizar un prototipo de ordenador robado. Más tarde, Ray asiste a Oliver mientras se involucra con varios H.I.V.E. soldados para informarle de la oferta de Rip Hunter de acompañarlo en una misión a lo largo del tiempo para detener a Vandal Savage, junto con Sara Lance, Kendra, Carter, el profesor Martin Stein, Jefferson Jackson, Leonard Snart y Mick Rory, aunque Oliver sospecha de los motivos de Rip él alienta a Ray a unirse a su misión, pero le recuerda que se mantenga alerta. Oliver reaparece en "Star City 2046", donde en un futuro alternativo donde Ray y Sara nunca regresaron Star City fue atacado por Grant Wilson / Deathstroke, hijo y sucesor de Slade Wilson, y su propio ejército de soldados de Mirakuru en 2031. John Diggle, el capitán Quentin Lance, Laurel Lance y Thea Queen fueron asesinados; y Felicity se fue. Oliver ha perdido su brazo izquierdo ante Grant durante una pelea, que ya no está en su mejor momento físico debido a la edad, y fue expuesto como Green Arrow. Después de esto, Oliver huyó para esconderse y se le creyó muerto, y el hijo de Diggle, John Diggle Jr., quien por culpa de no haber salvado a su padre, se hizo llamar Connor Hawke y tomó el manto de la Flecha Verde. En 2046, Oliver es descubierto vivo por Connor, Sara y Rip mientras buscan un componente para su nave. Después de capturar a Connor, Oliver acepta a regañadientes ayudar a Sara a rescatarlo y regresa como Green Arrow, utilizando una prótesis cibernética, y derrota a Grant con su sucesor. Cuando Sara regresa a su misión con su equipo, Oliver y Connor son vistos por última vez reparando su casa de seguridad. Rip afirma que la línea de tiempo es maleable y, por lo tanto, este futuro distópico puede que nunca ocurra una vez que Sara y Ray regresen a su presente con este conocimiento. En la temporada 2, Oliver ayudó a Nathan Haywood a localizar la ubicación de las Leyendas y localizó a Waverider. Oliver aparecería más tarde en el cruce anual "Invasion", donde se une a todos los héroes de Arrowverse para luchar contra los Dominators. Joseph David-Jones interpreta a Connor Hawke / Green Arrow, nacido como John Diggle, Jr., Connor toma el manto de Green Arrow en la potencial Star City de 2046 después de la supuesta muerte de Oliver Queen.
  - Oliver aparece en Supergirl. Apareció por primera vez en el primero del episodio cruzado "Crisis en la Tierra-X", asistiendo a la boda de Barry Allen. Amell también retrató el doppelgänger fascista del universo paralelo de Oliver de Earth-X, Dark Arrow. Dark Arrow también está casada con Overgirl, la doppelgänger de Supergirl Earth-X, que comparte las ambiciones de su marido contra las Tierras paralelas. En el crossover, debido a que su contraparte de la Tierra-X está liderando la invasión, Oliver lidera a los héroes de su mundo, de la Tierra-38 y de la Tierra-X para contrarrestar el esfuerzo del Nuevo Reich contra el multiverso.

### Videojuegos
- Green Arrow aparece como un personaje jugable en los juegos de lucha Injustice: Dioses entre nosotros con Alan Tudyk repitiendo el papel de voz de la serie animada Young Justice. Si el personaje lleva el traje descargable de la serie de TV Arrow, será Stephen Amell quien le pondrá voz. Green Arrow es uno de los miembros de la Liga de la Justicia que se ha trasladado del universo primario a un mundo alternativo donde Superman y su Régimen dominan el planeta. El Batman de ese mundo los reclutó para luchar contra el tirano Superman, quien Oliver descubre que ha matado a su contraparte en este universo. En su capítulo jugable, Oliver ayuda a Batman y a la Liga a infiltrarse en el Batcave para recuperar un trozo de kryptonita al derrotar a las versiones de Régimen de Solomon Grundy, Killer Frost, Wonder Woman y Black Adam. Más tarde, ayuda al Batman de este mundo a rescatar al Batman primario de la isla de Stryker, pero se ve obligado a luchar contra el Batman alternativo cuando es poseído por Raven. Más tarde, lucha contra el Régimen de Régimen cuando este último encuentra la base de la Insurgencia para cambiar de bando. Después de que la Insurgencia derrote al Régimen con la ayuda del Superman principal, desea que el Régimen Destello tenga la mejor de las suertes. En su final para un solo jugador, Oliver visita la Star City alternativa y encuentra un monumento en forma de flecha en honor del fallecido Flecha Verde. También es mentor de Roy Harper de este universo para que se convierta en el nuevo protector de la ciudad, Red Arrow.

- Flecha Verde en Injustice 2 es de un universo alternativo que el Doctor Fate llevó a Black Canary a después de que ella fue derrotada por Superman y casi muerta. Así como Dinah perdió a Oliver, este Oliver perdió su versión de Dinah, así que Fate la dejó a ella y a su hijo Connor en este mundo para que los dos encontraran la felicidad. Cinco años más tarde, recibieron noticias de la derrota del Doctor Fate of Superman a manos de su contraparte principal de la Tierra. Cuando Dinah es llevada a casa por el Doctor Fate para ayudar a Batman a restaurar la Tierra, el suplente Oliver se une para honrar a su contraparte. En el modo historia, la pareja se envía con Harley Quinn para luchar contra Gorilla Grodd's Society. Durante su estadía en Gorilla City, Fate les advierte de una mayor amenaza que viene a la Tierra y les ofrece llevarlos de vuelta al mundo natal de Oliver, pero se niegan y lo derrotan en una pelea. Después de la derrota de Gorilla Grodd, fueron secuestrados por la amenaza de la que hablaba Fate: Brainiac. Más tarde, Grodd les lavó el cerebro para luchar contra Black Adam y Aquaman en Kahndaq, pero fueron liberados después de que Aquaman matara al tirano Gorila. En su final de un solo jugador, Oliver regresa a su universo para advertir a su planeta sobre Brainiac, pero llega en medio del asalto de Brainiac. Sin embargo, Brainiac fue derrotado por un multiverso Justice League que consiste en variaciones de Earth-23 Superman, Red Son Batman y Flashpoint Wonder Woman. Se une a ellos cuando van a otros universos para combatir las múltiples versiones de Brainiac.

- Justice League Task Force
- Justice League Heroes (voz de Ralph Garman)
- Batman: The Brave and the Bold – The Videogame (voz de James Arnold Taylor)
- DC Universe Online (voz de David Jennison)
- Lego Batman 2: DC Super Heroes (versión portable)
- Infinite Crisis (Alan Tudyk representando el papel)
- Lego Batman 3: Beyond Gotham (Con la voz de Stephen Amell)
- Batman: Arkham Knight (mencionado)
- Lego Dimensions
- DC Legends (iOS & Google Play game)
- Lego DC Super-Villains (La versión del cómic y la versión de la serie de TV)